# مایکل کلیتون
مایکل کلایتون (به انگلیسی: Michael Clayton) فیلمی آمریکایی در ژانر مهیج جنایی است که در سال ۲۰۰۷ منتشر شد. کارگردان فیلم تونی گیلروی است و از بازیگران این فیلم می‌توان به جرج کلونی، تام ویلکینسون و تیلدا سوئینتن اشاره کرد.

## جوایز
هشتادمین مراسم اسکار:
برنده جایزه بهترین بازیگر نقش مکمل زن/
نامزد دریافت جایزه بهترین فیلم/
نامزد دریافت جایزه بهترین بازیگر نقش اول مرد/
نامزد دریافت جایزه بهترین کارگردانی/
نامزد دریافت جایزه بهترین بازیگر نقش مکمل مرد/
نامزد دریافت جایزه بهترین فیلمنامه غیر اقتباسی/
نامزد دریافت جایزه بهترین موسیقی فیلم/
شصت و پنجمین مراسم گلدن گلوب:نامزد دریافت جایزه بهترین فیلم/
نامزد دریافت جایزه بهترین بازیگر نقش اول فیلم درام/نامزد دریافت جایزه بهترین بازیگر نقش مکمل مرد/نامزد دریافت جایزه بهترین بازیگر نقش مکمل زن.

## خلاصه فیلم
«مایکل کلایتون» (کلونی) وکیل میان سالی است که برای یک مؤسسه حقوقی بزرگ در نیویورک کار می‌کند و وظیفهٔ او «تمیز» کردن مشکلات مالی شرکت هاست. دوست و هم کار «کلایتون» به نام «آرتور ایدنز» (ویلکینسن) که مدت‌ها بر سر پروندهٔ مشکوک مالی یکی از مشتریان ریشه دار مؤسسه، به نام «یونورث» کار کرده، دیگر طاقتش به سر آمده و قصد افشاگری بر ضد «یونورث» را دارد. حالا رئیس مؤسسه (پولاک) از «مایکل» می‌خواهد تا کار رفع و رجوع پرونده را او به عهده بگیرد. اما این پرونده زندگی شخصی و حرفه ای «کلایتون» را تحت تأثیر قرار می‌دهد…

## انتخاب بازیگر
در ابتدا پیشنهاد نقش اول یعنی نقش مایکل کلایتون به دنزل واشینگتن داده شد اما او نپذیرفت؛ بعد از اکران فیلم، واشینگتن بابت نپذیرفتن نقش، اظهار پشیمانی کرد.